# SK Slavkov u Brna

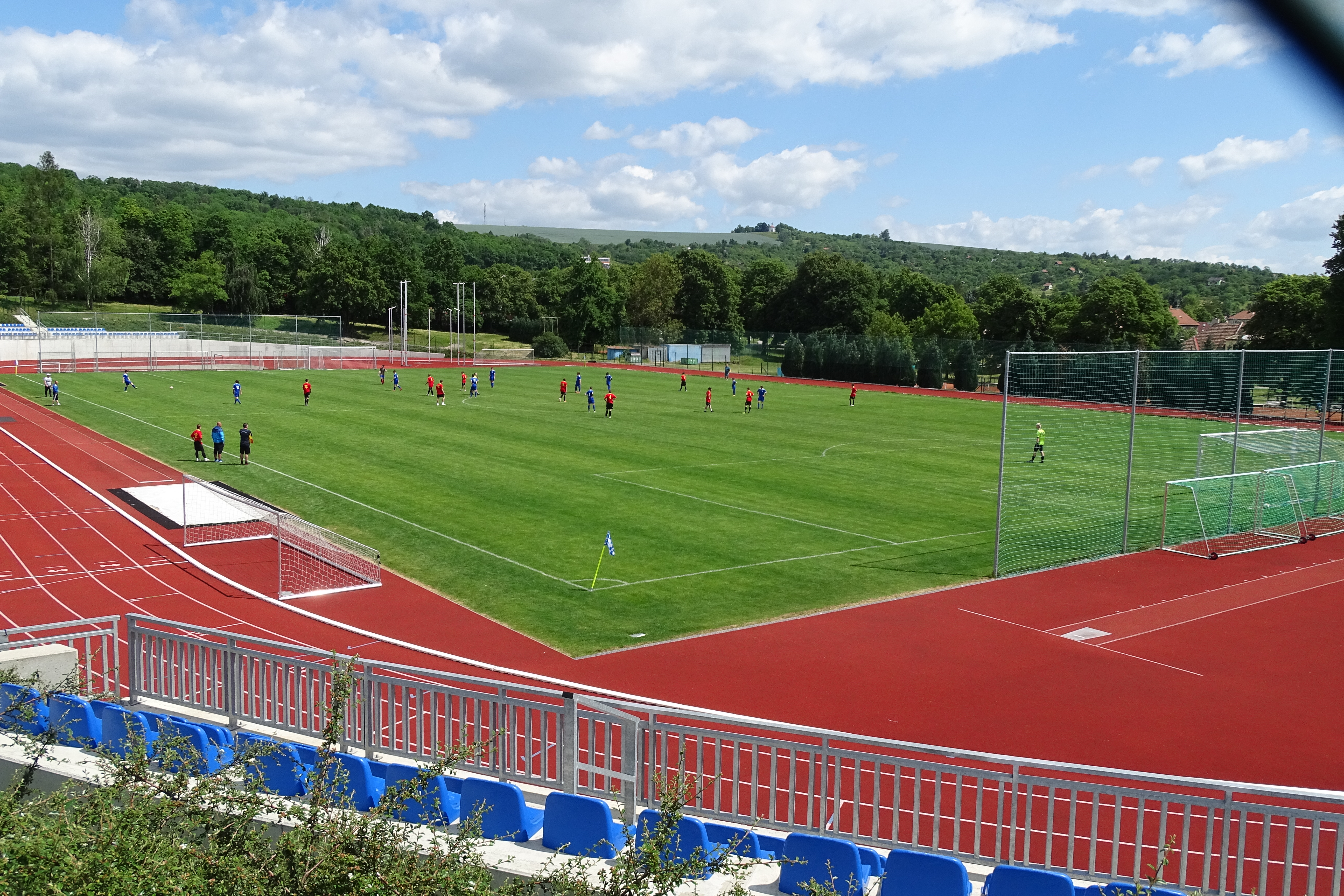
Stadion ve Slavkově u Brna

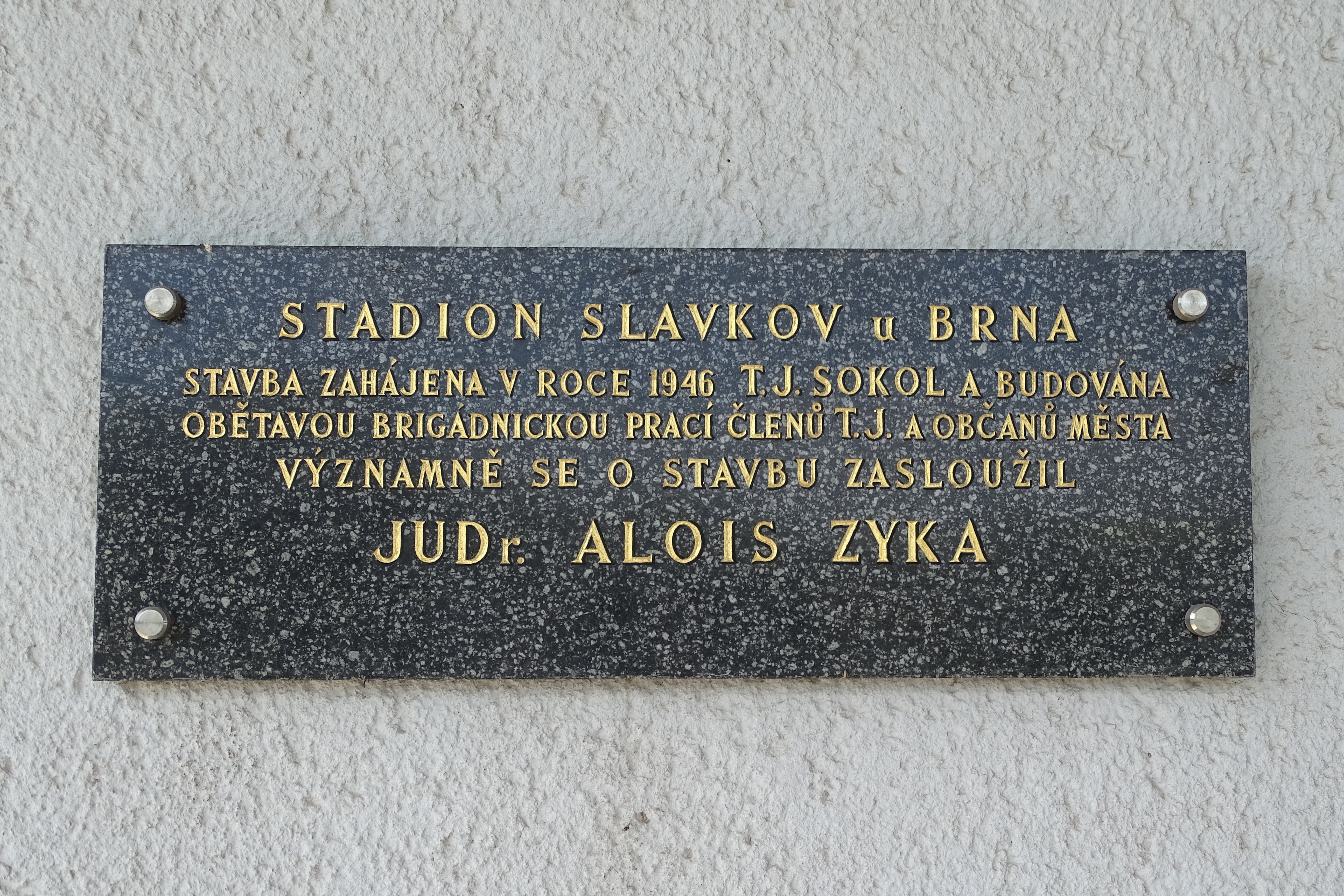
Pamětní deska věnovaná JUDr. Aloisu Zykovi

SK Slavkov u Brna (celým názvem: Sportovní klub Slavkov u Brna) je český fotbalový klub, který sídlí ve Slavkově u Brna v Jihomoravském kraji. Založen byl v červnu 1921. Klubovými barvami jsou modrá a bílá. Od sezony 2022/23 nastupuje v I. B třídě Jihomoravského kraje - sk. A (7. nejvyšší soutěž).
Nejslavnějším odchovancem klubu byl slavkovský rodák Josef Kolečko (mistr ligy 1975/76 s Baníkem Ostrava), začínali zde také Daniel Přerovský nebo Luděk Vejmola. Mužstvo v minulosti vedli mj. olympijský vítěz Rostislav Václavíček, Roman Kukleta či Rudolf Skarka. Největším úspěchem klubu je účast ve 3. nejvyšší soutěži (1941/42), v novodobé historii pak vítězství v Jihomoravském župním přeboru (5. nejvyšší soutěž) v sezoně 1998/99 a následná 5. příčka v divizním (čtvrtoligovém) ročníku 1999/00.
V sezonách 2010/11, 2011/12 a 2012/13 za Slavkov hrál Jiří Kopunec, který zde nastupoval také v sezonách 2017/18, 2018/19 a 2019/20.

## Historické názvy
V historii klubu se jeho název vyvíjel takto:
- 1921 – SK Slavkov u Brna (Sportovní klub Slavkov u Brna)
- 1949 – JTO Sokol Slavkov u Brna (Jednotná tělovýchovná organisace Sokol Slavkov u Brna)
- 1953 – DSO Slavoj Slavkov u Brna (Dobrovolná sportovní organisace Slavoj Slavkov u Brna)
- 1959 – TJ Slavoj Slavkov u Brna (Tělovýchovná jednota Slavoj Slavkov u Brna)
- 1992 – SK Slavkov u Brna (Sportovní klub Slavkov u Brna)
- 1993 – SK Audo Slavkov u Brna (Sportovní klub Audo Slavkov u Brna)
- 199? – SK Slavkov u Brna (Sportovní klub Slavkov u Brna)
- 2014 – SK Slavkov u Brna, spolek (Sportovní klub Slavkov u Brna, spolek)

## Stručná historie slavkovské kopané

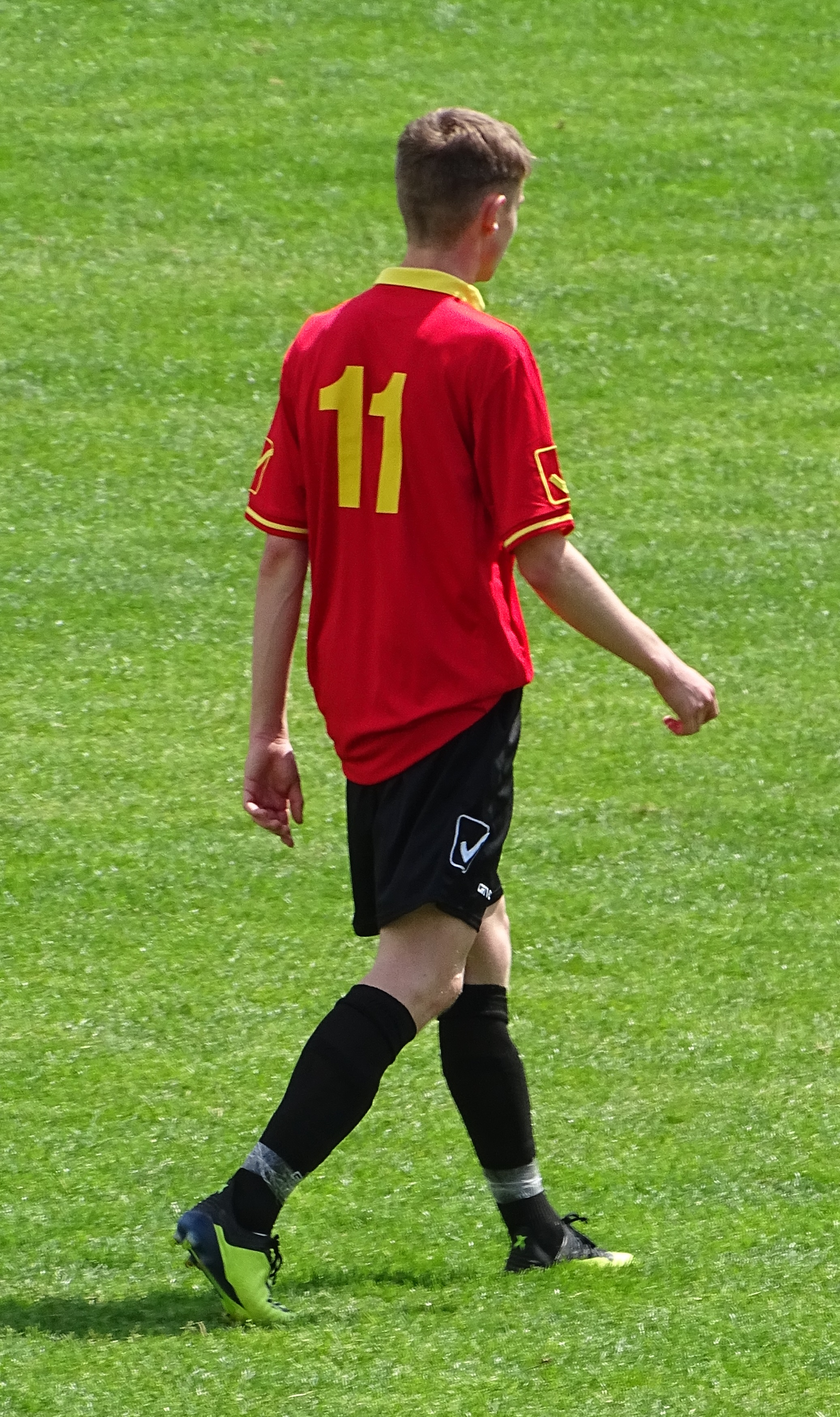
Hráč v dresu SK Slavkov u Brna

V neděli 20. května 1920 vystoupil studentský spolek poprvé na veřejnosti jako sportovní oddíl. Bylo to utkání v kopané, soupeřem byly Bučovice a hrálo se za zámeckou alejí. Mužstvo nastoupilo v tehdy klasickém systému 2–3–5 (tedy 2 obránci, 3 středopolaři a 5 útočníků). Historickou sestavu tvořili: Eremiáš – Přikryl, Vrabec – Vrána, Láznička, Spáčil – Walter, Picek, Paraček, Vykoupil, Krapek. Výsledek zápasu byl 5:5, branky slavkovských vstřelili Walter (3), Krapek a Vykoupil. Toto první vystoupení velmi přispělo k myšlence založení Sportovního klubu Slavkov. V roce 1920 po veřejném cvičení Sokola bylo upraveno hřiště s pevnými brankami.
V červnu 1921 byl ve Slavkově založen organizovaný sportovní oddíl kopané. Prvním předsedou byl pan Hnilica. Bylo povoleno vybudování hřiště za kostelem, v nynější Jiráskově ulici. Mužstvo bylo zařazeno do mistrovské soutěže a v prvních sezonách se střetávalo mj. s Bučovicemi, Slavíkovicemi, Líšní, Kyjovem, Vyškovem, Šlapanicemi či Strážnicí a kluby z brněnského předměstí.
V  roce 1937, kdy byl oddíl účastníkem 4. nejvyšší soutěže (2. nejvyšší župní) – I. B třídy BZMŽF (Bradova Západomoravská župa footballová), si vedl znamenitě v Župním poháru. Porazil 3 divizní (druholigové) celky: SK Žabovřesky vysoko 5:1, dále šokoval výhrou nad Královým Polem v poměru 4:1 a ve čtvrtfinále zvládl vyřadit i SK Arsenal Husovice těsně 2:1. V semifinále porazil SK Líšeň (I. A třída) nejtěsněji 1:0. Ve finále se slavkovští doma utkali s prvoligovým SK Židenice, před návštěvou 2 000 diváků skončil zápas vítězstvím hostů 2:11.
Sezona 1940/41 byla pro slavkovskou kopanou dosud nejvýznamnější. Po dlouholetém úsilí se konečně podařilo klubu vyhrát svůj okrsek I. B třídy a postoupit do I. A třídy Bradovy Západomoravské župy footballové (3. nejvyšší soutěž). Slavkovští měli tříbodový náskok na druhou Moravskou Slaviu Brno, která ještě na jaře 1937 hrála I. ligu. O postup do třetí nejvyšší soutěže se zasloužili B. Pavézka (brankář) – M. Hrubý, F. Jandl, R. Hložek, J. Vrána, J. Smutník, A. Pavézka, J. Šimáček, K. Zavadil, Vl. Tesařík, K. Rozehnal, J. Hanák a Eduard Strnad.
V roce 1961 hrál oddíl opětovně I. A třídu již v nově vybudovaném areálu dnešního stadionu.
V letech 1967, 1968 a 1969 hostoval ve Slavkově první zahraniční soupeř FC Thunringen z Rakouska. Slavkovští navštívili Rakousko dvakrát v letech 1968 a 1969.
V červnu 1991 proběhly oslavy 70. výročí organizované kopané ve Slavkově.
V březnu 1993 došlo k dohodě s FC BOBY Brno o partnerské spolupráci. Juniorské mužstvo Brna hrávalo od sezony 1993/94 svá utkání v MSFL na hřišti ve Slavkově.

## Umístění v jednotlivých sezonách
Stručný přehled
- 1934–1935: II. třída BZMŽF – IV. okrsek
- 1935–1941: I. B třída BZMŽF – II. okrsek
- 1941–1942: I. A třída BZMŽF
- 1942–1943: I. B třída BZMŽF – I. okrsek
- 1943–1944: I. B třída BZMŽF – III. okrsek
- 1945–1946: I. B třída BZMŽF – I. okrsek
- 1946–1948: I. B třída BZMŽF – III. okrsek
- 1959–1960: I. B třída Brněnského kraje – sk. C
- 1960–1961: Okresní přebor Vyškovska
- 1961–1963: I. třída Jihomoravského kraje – sk. C
- 1963–1965: I. B třída Jihomoravského kraje – sk. D
- 1965–1966: I. A třída Jihomoravské oblasti – sk. B
- 1966–1967: I. A třída Jihomoravské oblasti – sk. A
- 1986–1991: I. B třída Jihomoravského kraje – sk. B
- 1991–1993: I. A třída Jihomoravské župy – sk. A
- 1993–1999: Jihomoravský župní přebor
- 1999–2001: Divize D
- 2001–2002: Jihomoravský župní přebor
- 2002–2005: Přebor Jihomoravského kraje
- 2005–2006: I. A třída Jihomoravského kraje – sk. B
- 2006–2007: I. B třída Jihomoravského kraje – sk. A
- 2007–2011: I. A třída Jihomoravského kraje – sk. B
- 2011–2012: I. A třída Jihomoravského kraje – sk. A
- 2012–2015: I. A třída Jihomoravského kraje – sk. B
- 2015–2018: I. B třída Jihomoravského kraje – sk. A
- 2018–2022: Okresní přebor Vyškovska
- 2022–2023: I. B třída Jihomoravského kraje – sk. A
- 2023–: Okresní přebor Vyškovska

Jednotlivé ročníky
Legenda: Z – zápasy, V – výhry, R – remízy, P – porážky, VG – vstřelené góly, OG – obdržené góly, +/− – rozdíl skóre, B – body, červené podbarvení – sestup, zelené podbarvení – postup, fialové podbarvení – reorganizace, změna skupiny či soutěže
| Československo (1934–1939)             |                                                             |                                                             |                                                             |                                                             |                                                             |                                                             |                                                             |                                                             |                                                             |                                                             |                                                             |
| Sezóny                                 | Liga                                                        | Úroveň                                                      | Z                                                           | V                                                           | R                                                           | P                                                           | VG                                                          | OG                                                          | +/−                                                         | B                                                           | Pozice                                                      |
| 1934/35                                | II. třída BZMŽF – IV. okrsek                                | 5                                                           | 18                                                          | 15                                                          | 1                                                           | 2                                                           | 89                                                          | 32                                                          | +57                                                         | 31                                                          | 1.                                                          |
| 1935/36                                | I. B třída BZMŽF – II. okrsek                               | 4                                                           |                                                             | ...                                                         | ...                                                         | ...                                                         | ...                                                         | ...                                                         | ...                                                         |                                                             |                                                             |
| 1936/37                                | I. B třída BZMŽF – II. okrsek                               | 4                                                           |                                                             | ...                                                         | ...                                                         | ...                                                         | ...                                                         | ...                                                         | ...                                                         |                                                             |                                                             |
| 1937/38                                | I. B třída BZMŽF – II. okrsek                               | 4                                                           | 22                                                          | 12                                                          | 4                                                           | 6                                                           | 61                                                          | 41                                                          | +20                                                         | 28                                                          | 2.                                                          |
| 1938/39                                | I. B třída BZMŽF – II. okrsek                               | 4                                                           |                                                             | ...                                                         | ...                                                         | ...                                                         | ...                                                         | ...                                                         | ...                                                         |                                                             |                                                             |
| Protektorát Čechy a Morava (1939–1945) |                                                             |                                                             |                                                             |                                                             |                                                             |                                                             |                                                             |                                                             |                                                             |                                                             |                                                             |
| Sezona                                 | Liga                                                        | Úroveň                                                      | Z                                                           | V                                                           | R                                                           | P                                                           | VG                                                          | OG                                                          | +/−                                                         | B                                                           | Pozice                                                      |
| 1939/40                                | I. B třída BZMŽF – II. okrsek                               | 4                                                           |                                                             | ...                                                         | ...                                                         | ...                                                         | ...                                                         | ...                                                         | ...                                                         |                                                             |                                                             |
| 1940/41                                | I. B třída BZMŽF – II. okrsek                               | 4                                                           | 22                                                          | 16                                                          | 2                                                           | 4                                                           | 102                                                         | 27                                                          | +75                                                         | 34                                                          | 1.                                                          |
| 1941/42                                | I. A třída BZMŽF                                            | 3                                                           | 23                                                          | 7                                                           | 1                                                           | 15                                                          | 47                                                          | 92                                                          | −45                                                         | 15                                                          | 12.                                                         |
| 1942/43                                | I. B třída BZMŽF – I. okrsek                                | 4                                                           |                                                             | ...                                                         | ...                                                         | ...                                                         | ...                                                         | ...                                                         | ...                                                         |                                                             |                                                             |
| 1943/44                                | I. B třída BZMŽF – III. okrsek                              | 4                                                           | 26                                                          | 11                                                          | 2                                                           | 13                                                          | 80                                                          | 78                                                          | +2                                                          | 24                                                          | 9.                                                          |
| 1944/45                                | Končila druhá světová válka, pravidelné soutěže se nehrály. | Končila druhá světová válka, pravidelné soutěže se nehrály. | Končila druhá světová válka, pravidelné soutěže se nehrály. | Končila druhá světová válka, pravidelné soutěže se nehrály. | Končila druhá světová válka, pravidelné soutěže se nehrály. | Končila druhá světová válka, pravidelné soutěže se nehrály. | Končila druhá světová válka, pravidelné soutěže se nehrály. | Končila druhá světová válka, pravidelné soutěže se nehrály. | Končila druhá světová válka, pravidelné soutěže se nehrály. | Končila druhá světová válka, pravidelné soutěže se nehrály. | Končila druhá světová válka, pravidelné soutěže se nehrály. |
| Československo (1945–1993)             |                                                             |                                                             |                                                             |                                                             |                                                             |                                                             |                                                             |                                                             |                                                             |                                                             |                                                             |
| Sezona                                 | Liga                                                        | Úroveň                                                      | Z                                                           | V                                                           | R                                                           | P                                                           | VG                                                          | OG                                                          | +/−                                                         | B                                                           | Pozice                                                      |
| 1945/46                                | I. B třída BZMŽF – I. okrsek                                | 4                                                           | 28                                                          | 11                                                          | 4                                                           | 13                                                          | 81                                                          | 97                                                          | −16                                                         | 26                                                          | 7.                                                          |
| 1946/47                                | I. B třída BZMŽF – III. okrsek                              | 4                                                           | 26                                                          | 13                                                          | 1                                                           | 12                                                          | 88                                                          | 85                                                          | +3                                                          | 27                                                          | 5.                                                          |
| 1947/48                                | I. B třída BZMŽF – III. okrsek                              | 4                                                           | 24                                                          | ...                                                         | ...                                                         | ...                                                         | ...                                                         | ...                                                         | ...                                                         |                                                             |                                                             |
| ...                                    |                                                             |                                                             |                                                             |                                                             |                                                             |                                                             |                                                             |                                                             |                                                             |                                                             |                                                             |
| 1959/60                                | I. B třída Brněnského kraje – sk. C                         | 5                                                           | 22                                                          | 6                                                           | 1                                                           | 15                                                          | 41                                                          | 69                                                          | −28                                                         | 13                                                          | 12.                                                         |
| 1960/61                                | Okresní přebor Vyškovska                                    | 5                                                           | 22                                                          | ...                                                         | ...                                                         | ...                                                         | ...                                                         | ...                                                         | ...                                                         |                                                             | 1.                                                          |
| 1961/62                                | I. třída Jihomoravského kraje – sk. C                       | 4                                                           | 26                                                          | 10                                                          | 2                                                           | 14                                                          | 42                                                          | 46                                                          | −4                                                          | 22                                                          | 10.                                                         |
| 1962/63                                | I. třída Jihomoravského kraje – sk. C                       | 4                                                           | 26                                                          | 8                                                           | 4                                                           | 14                                                          | 46                                                          | 58                                                          | −12                                                         | 20                                                          | 11.                                                         |
| 1963/64                                | I. B třída Jihomoravského kraje – sk. D                     | 5                                                           | 22                                                          | ...                                                         | ...                                                         | ...                                                         | ...                                                         | ...                                                         | ...                                                         |                                                             | 1.                                                          |
| 1964/65                                | I. B třída Jihomoravského kraje – sk. D                     | 5                                                           | 22                                                          | 12                                                          | 3                                                           | 7                                                           | 58                                                          | 36                                                          | +22                                                         | 27                                                          | 1.                                                          |
| 1965/66                                | I. A třída Jihomoravské oblasti – sk. B                     | 5                                                           | 26                                                          | 8                                                           | 5                                                           | 13                                                          | 43                                                          | 67                                                          | −24                                                         | 21                                                          | 12.                                                         |
| 1966/67                                | I. A třída Jihomoravské oblasti – sk. A                     | 5                                                           | 26                                                          | 7                                                           | 4                                                           | 15                                                          | 38                                                          | 54                                                          | −16                                                         | 18                                                          | 13.                                                         |
| ...                                    |                                                             |                                                             |                                                             |                                                             |                                                             |                                                             |                                                             |                                                             |                                                             |                                                             |                                                             |
| 1986/87                                | I. B třída Jihomoravského kraje – sk. B                     | 7                                                           | 26                                                          | ...                                                         | ...                                                         | ...                                                         | ...                                                         | ...                                                         | ...                                                         | ...                                                         | 10.                                                         |
| 1987/88                                | I. B třída Jihomoravského kraje – sk. B                     | 7                                                           | 26                                                          | ...                                                         | ...                                                         | ...                                                         | ...                                                         | ...                                                         | ...                                                         | ...                                                         | 8.                                                          |
| 1988/89                                | I. B třída Jihomoravského kraje – sk. B                     | 7                                                           | 26                                                          | 9                                                           | 9                                                           | 8                                                           | 35                                                          | 37                                                          | −2                                                          | 27                                                          | 6.                                                          |
| 1989/90                                | I. B třída Jihomoravského kraje – sk. B                     | 7                                                           | 26                                                          | ...                                                         | ...                                                         | ...                                                         | ...                                                         | ...                                                         | ...                                                         |                                                             | 10.                                                         |
| 1990/91                                | I. B třída Jihomoravského kraje – sk. B                     | 7                                                           | 26                                                          | 11                                                          | 2                                                           | 13                                                          | 44                                                          | 45                                                          | −1                                                          | 24                                                          | 10.                                                         |
| 1991/92                                | I. A třída Jihomoravské župy – sk. A                        | 6                                                           | 26                                                          | 7                                                           | 10                                                          | 9                                                           | 31                                                          | 43                                                          | −12                                                         | 24                                                          | 11.                                                         |
| 1992/93                                | I. A třída Jihomoravské župy – sk. A                        | 6                                                           | 26                                                          | 5                                                           | 10                                                          | 11                                                          | 34                                                          | 49                                                          | −15                                                         | 20                                                          | 13.                                                         |
| Česko (1993–)                          |                                                             |                                                             |                                                             |                                                             |                                                             |                                                             |                                                             |                                                             |                                                             |                                                             |                                                             |
| Sezona                                 | Liga                                                        | Úroveň                                                      | Z                                                           | V                                                           | R                                                           | P                                                           | VG                                                          | OG                                                          | +/−                                                         | B                                                           | Pozice                                                      |
| 1993/94                                | Jihomoravský župní přebor                                   | 5                                                           | 30                                                          | 10                                                          | 8                                                           | 12                                                          | 43                                                          | 49                                                          | −6                                                          | 28                                                          | 10.                                                         |
| 1994/95                                | Jihomoravský župní přebor                                   | 5                                                           | 30                                                          | 10                                                          | 6                                                           | 14                                                          | 39                                                          | 44                                                          | −5                                                          | 36                                                          | 10.                                                         |
| 1995/96                                | Jihomoravský župní přebor                                   | 5                                                           | 30                                                          | 12                                                          | 6                                                           | 12                                                          | 50                                                          | 40                                                          | +10                                                         | 42                                                          | 8.                                                          |
| 1996/97                                | Jihomoravský župní přebor                                   | 5                                                           | 30                                                          | 14                                                          | 6                                                           | 10                                                          | 47                                                          | 34                                                          | +13                                                         | 48                                                          | 5.                                                          |
| 1997/98                                | Jihomoravský župní přebor                                   | 5                                                           | 30                                                          | 9                                                           | 9                                                           | 12                                                          | 50                                                          | 47                                                          | +3                                                          | 36                                                          | 13.                                                         |
| 1998/99                                | Jihomoravský župní přebor                                   | 5                                                           | 30                                                          | 22                                                          | 5                                                           | 3                                                           | 67                                                          | 22                                                          | +45                                                         | 71                                                          | 1.                                                          |
| 1999/00                                | Divize D                                                    | 4                                                           | 30                                                          | 13                                                          | 8                                                           | 9                                                           | 35                                                          | 32                                                          | +3                                                          | 47                                                          | 5.                                                          |
| 2000/01                                | Divize D                                                    | 4                                                           | 30                                                          | 2                                                           | 6                                                           | 22                                                          | 26                                                          | 64                                                          | −38                                                         | 12                                                          | 16.                                                         |
| 2001/02                                | Jihomoravský župní přebor                                   | 5                                                           | 30                                                          | 9                                                           | 3                                                           | 18                                                          | 34                                                          | 51                                                          | −17                                                         | 30                                                          | 12.                                                         |
| 2002/03                                | Přebor Jihomoravského kraje                                 | 5                                                           | 30                                                          | 9                                                           | 5                                                           | 16                                                          | 41                                                          | 52                                                          | −11                                                         | 32                                                          | 14.                                                         |
| 2003/04                                | Přebor Jihomoravského kraje                                 | 5                                                           | 30                                                          | 10                                                          | 7                                                           | 13                                                          | 31                                                          | 42                                                          | −11                                                         | 37                                                          | 10.                                                         |
| 2004/05                                | Přebor Jihomoravského kraje                                 | 5                                                           | 30                                                          | 8                                                           | 4                                                           | 18                                                          | 25                                                          | 55                                                          | −30                                                         | 28                                                          | 15.                                                         |
| 2005/06                                | I. A třída Jihomoravského kraje – sk. B                     | 6                                                           | 26                                                          | 2                                                           | 2                                                           | 22                                                          | 19                                                          | 86                                                          | −67                                                         | 8                                                           | 14.                                                         |
| 2006/07                                | I. B třída Jihomoravského kraje – sk. A                     | 7                                                           | 26                                                          | 16                                                          | 8                                                           | 2                                                           | 62                                                          | 20                                                          | +42                                                         | 56                                                          | 1.                                                          |
| 2007/08                                | I. A třída Jihomoravského kraje – sk. B                     | 6                                                           | 26                                                          | 11                                                          | 5                                                           | 10                                                          | 39                                                          | 41                                                          | −2                                                          | 38                                                          | 5.                                                          |
| 2008/09                                | I. A třída Jihomoravského kraje – sk. B                     | 6                                                           | 26                                                          | 9                                                           | 5                                                           | 12                                                          | 39                                                          | 43                                                          | −4                                                          | 32                                                          | 12.                                                         |
| 2009/10                                | I. A třída Jihomoravského kraje – sk. B                     | 6                                                           | 26                                                          | 10                                                          | 4                                                           | 12                                                          | 46                                                          | 57                                                          | −11                                                         | 34                                                          | 9.                                                          |
| 2010/11                                | I. A třída Jihomoravského kraje – sk. B                     | 6                                                           | 26                                                          | 14                                                          | 4                                                           | 8                                                           | 47                                                          | 37                                                          | +10                                                         | 46                                                          | 4.                                                          |
| 2011/12                                | I. A třída Jihomoravského kraje – sk. A                     | 6                                                           | 26                                                          | 14                                                          | 2                                                           | 10                                                          | 59                                                          | 45                                                          | +14                                                         | 44                                                          | 3.                                                          |
| 2012/13                                | I. A třída Jihomoravského kraje – sk. B                     | 6                                                           | 26                                                          | 12                                                          | 6                                                           | 8                                                           | 40                                                          | 35                                                          | +5                                                          | 42                                                          | 6.                                                          |
| 2013/14                                | I. A třída Jihomoravského kraje – sk. B                     | 6                                                           | 26                                                          | 8                                                           | 8                                                           | 10                                                          | 41                                                          | 56                                                          | −15                                                         | 32                                                          | 10.                                                         |
| 2014/15                                | I. A třída Jihomoravského kraje – sk. B                     | 6                                                           | 26                                                          | 3                                                           | 5                                                           | 18                                                          | 39                                                          | 72                                                          | −33                                                         | 14                                                          | 14.                                                         |
| 2015/16                                | I. B třída Jihomoravského kraje – sk. A                     | 7                                                           | 26                                                          | 8                                                           | 3                                                           | 15                                                          | 44                                                          | 74                                                          | −30                                                         | 27                                                          | 12.                                                         |
| 2016/17                                | I. B třída Jihomoravského kraje – sk. A                     | 7                                                           | 26                                                          | 9                                                           | 1                                                           | 16                                                          | 41                                                          | 66                                                          | −25                                                         | 28                                                          | 11.                                                         |
| 2017/18                                | I. B třída Jihomoravského kraje – sk. A                     | 7                                                           | 26                                                          | 6                                                           | 5                                                           | 15                                                          | 41                                                          | 73                                                          | −32                                                         | 23                                                          | 14.                                                         |
| 2018/19                                | Okresní přebor Vyškovska                                    | 8                                                           | 26                                                          | 17                                                          | 1                                                           | 8                                                           | 70                                                          | 54                                                          | +16                                                         | 52                                                          | 2.                                                          |
| 2019/20                                | Okresní přebor Vyškovska                                    | 8                                                           | 13                                                          | 10                                                          | 2                                                           | 1                                                           | 38                                                          | 17                                                          | +21                                                         | 32                                                          | 1.                                                          |
| 2020/21                                | Okresní přebor Vyškovska                                    | 8                                                           | 9                                                           | 4                                                           | 1                                                           | 4                                                           | 20                                                          | 17                                                          | +3                                                          | 13                                                          | 7.                                                          |
| 2021/22                                | Okresní přebor Vyškovska                                    | 8                                                           | 26                                                          | 18                                                          | 4                                                           | 6                                                           | 83                                                          | 41                                                          | +42                                                         | 58                                                          | 3.                                                          |
| 2022/23                                | I. B třída Jihomoravského kraje – sk. A                     | 7                                                           | 26                                                          | 2                                                           | 5                                                           | 19                                                          | 23                                                          | 67                                                          | −44                                                         | 11                                                          | 14.                                                         |
| 2023/24                                | Okresní přebor Vyškovska                                    | 8                                                           | 26                                                          | 14                                                          | 2                                                           | 10                                                          | 82                                                          | 65                                                          | +17                                                         | 44                                                          | 7.                                                          |
| 2024/25                                | Okresní přebor Vyškovska                                    | 8                                                           |                                                             |                                                             |                                                             |                                                             |                                                             |                                                             |                                                             |                                                             |                                                             |

Poznámky:
- 1941/42: Soutěž byla ukončena v neděli 2. srpna 1942.[12] Poslední zápas ročníku, po němž měla všechna mužstva shodný počet 23 odehraných utkání, se hrál v neděli 16. srpna 1942 v Hodoníně a domácí SK Moravia v něm prohrála s SK Bystrc 1:3 (poločas 1:0).[31]
- 1990/91: Po sezoně došlo k reorganizaci soutěží (kraje → župy). Slavkovští odehráli baráž o I. A třídu s mužstvem Moravských Budějovic: doma zvítězili 5:1, v Moravských Budějovicích prohráli 0:3, což jim stačilo k postupu.[2]
- 2001/02: Po sezoně došlo k reorganizaci soutěží (župy → kraje).
- 2019/20 a 2020/21: Tyto sezony nebyly dohrány z důvodu pandemie covidu-19 v Česku.
- 2021/22: Vítězné mužstvo TJ Sokol Otnice se postupu vzdalo.[30] Postoupilo rovněž mužstvo FKD (2. místo).[30]

## SK Slavkov u Brna „B“
SK Slavkov u Brna „B“ je rezervním mužstvem Slavkova u Brna, které po sezoně 2011/12, v níž hrálo Okresní soutěž Vyškovska – sk. B (9. nejvyšší soutěž) přerušilo činnost. Obnoveno bylo před začátkem sezony 2020/21.

### Umístění v jednotlivých sezonách
Stručný přehled
- 2003–2004: Okresní přebor Vyškovska
- 2004–2005: bez soutěže
- 2005–2009: Základní třída Vyškovska – sk. B
- 2009–2012: Okresní soutěž Vyškovska – sk. B
- 2012–2020: bez soutěže
- 2020–2023: Základní třída Vyškovska – sk. B
- 2023–:

Jednotlivé ročníky
Legenda: Z – zápasy, V – výhry, R – remízy, P – porážky, VG – vstřelené góly, OG – obdržené góly, +/− – rozdíl skóre, B – body, červené podbarvení – sestup, zelené podbarvení – postup, fialové podbarvení – reorganizace, změna skupiny či soutěže
| Česko (2003–) |                                                             |                                                             |                                                             |                                                             |                                                             |                                                             |                                                             |                                                             |                                                             |                                                             |                                                             |
| Sezóny        | Liga                                                        | Úroveň                                                      | Z                                                           | V                                                           | R                                                           | P                                                           | VG                                                          | OG                                                          | +/−                                                         | B                                                           | Pozice                                                      |
| 2003/04       | Okresní přebor Vyškovska                                    | 8                                                           | 26                                                          | 8                                                           | 7                                                           | 11                                                          | 37                                                          | 50                                                          | −13                                                         | 31                                                          | 9.                                                          |
| 2004/05       | V této sezoně nebylo B-mužstvo přihlášeno v žádné soutěži.  | V této sezoně nebylo B-mužstvo přihlášeno v žádné soutěži.  | V této sezoně nebylo B-mužstvo přihlášeno v žádné soutěži.  | V této sezoně nebylo B-mužstvo přihlášeno v žádné soutěži.  | V této sezoně nebylo B-mužstvo přihlášeno v žádné soutěži.  | V této sezoně nebylo B-mužstvo přihlášeno v žádné soutěži.  | V této sezoně nebylo B-mužstvo přihlášeno v žádné soutěži.  | V této sezoně nebylo B-mužstvo přihlášeno v žádné soutěži.  | V této sezoně nebylo B-mužstvo přihlášeno v žádné soutěži.  | V této sezoně nebylo B-mužstvo přihlášeno v žádné soutěži.  | V této sezoně nebylo B-mužstvo přihlášeno v žádné soutěži.  |
| 2005/06       | Základní třída Vyškovska – sk. B                            | 10                                                          | 22                                                          | 12                                                          | 2                                                           | 8                                                           | 63                                                          | 44                                                          | +19                                                         | 38                                                          | 4.                                                          |
| 2006/07       | Základní třída Vyškovska – sk. B                            | 10                                                          | 22                                                          | 15                                                          | 1                                                           | 6                                                           | 64                                                          | 33                                                          | +31                                                         | 46                                                          | 3.                                                          |
| 2007/08       | Základní třída Vyškovska – sk. B                            | 10                                                          | 24                                                          | 15                                                          | 1                                                           | 8                                                           | 71                                                          | 43                                                          | +28                                                         | 46                                                          | 4.                                                          |
| 2008/09       | Základní třída Vyškovska – sk. B                            | 10                                                          | 24                                                          | 18                                                          | 4                                                           | 2                                                           | 81                                                          | 28                                                          | +53                                                         | 58                                                          | 1.                                                          |
| 2009/10       | Okresní soutěž Vyškovska – sk. B                            | 9                                                           | 26                                                          | 9                                                           | 8                                                           | 9                                                           | 40                                                          | 43                                                          | −3                                                          | 35                                                          | 7.                                                          |
| 2010/11       | Okresní soutěž Vyškovska – sk. B                            | 9                                                           | 26                                                          | 13                                                          | 3                                                           | 10                                                          | 57                                                          | 46                                                          | +11                                                         | 42                                                          | 7.                                                          |
| 2011/12       | Okresní soutěž Vyškovska – sk. B                            | 9                                                           | 26                                                          | 7                                                           | 6                                                           | 13                                                          | 62                                                          | 85                                                          | −23                                                         | 27                                                          | 12.                                                         |
| 2012–2020     | V tomto období nebylo B-mužstvo přihlášeno v žádné soutěži. | V tomto období nebylo B-mužstvo přihlášeno v žádné soutěži. | V tomto období nebylo B-mužstvo přihlášeno v žádné soutěži. | V tomto období nebylo B-mužstvo přihlášeno v žádné soutěži. | V tomto období nebylo B-mužstvo přihlášeno v žádné soutěži. | V tomto období nebylo B-mužstvo přihlášeno v žádné soutěži. | V tomto období nebylo B-mužstvo přihlášeno v žádné soutěži. | V tomto období nebylo B-mužstvo přihlášeno v žádné soutěži. | V tomto období nebylo B-mužstvo přihlášeno v žádné soutěži. | V tomto období nebylo B-mužstvo přihlášeno v žádné soutěži. | V tomto období nebylo B-mužstvo přihlášeno v žádné soutěži. |
| 2020/21       | Základní třída Vyškovska – sk. B                            | 10                                                          | 5                                                           | 4                                                           | 0                                                           | 1                                                           | 18                                                          | 10                                                          | +8                                                          | 12                                                          | 2.                                                          |
| 2021/22       | Základní třída Vyškovska – sk. B                            | 10                                                          | 14                                                          | 10                                                          | 2                                                           | 2                                                           | 67                                                          | 27                                                          | +40                                                         | 32                                                          | 2.                                                          |
| 2022/23       | Základní třída Vyškovska – sk. B                            | 10                                                          | 22                                                          | 19                                                          | 1                                                           | 2                                                           | 151                                                         | 40                                                          | +111                                                        | 58                                                          | 1.                                                          |
| 2023/24       | Okresní soutěž Vyškovska – sk. B                            | 9                                                           | 22                                                          | 9                                                           | 4                                                           | 9                                                           | 76                                                          | 67                                                          | +9                                                          | 31                                                          | 8.                                                          |
| 2024/25       | Okresní soutěž Vyškovska – sk. B                            | 9                                                           | 22                                                          | 4                                                           | 8                                                           | 10                                                          | 37                                                          | 70                                                          | −33                                                         | 20                                                          | 8.                                                          |

Poznámky:
- 2019/20 a 2020/21: Tyto sezony nebyly dohrány z důvodu pandemie covidu-19 v Česku.